# 张宗真
张宗真（1964年9月—），男，汉族，福建永泰人，中华人民共和国政治人物。现任中华全国工商业联合会副主席，永同昌集团董事局主席。